# 17.º distrito congresional de Ohio
El 17.º distrito congresional fue un distrito congresional que eligía a un Representante para la Cámara de Representantes de los Estados Unidos por el estado de Ohio.  Según la Oficina del Censo, en 2011 el distrito tenía una población de 604 960 habitantes. El distrito fue disuelto a partir del 113.º Congreso de los Estados Unidos.

## Geografía
El 17.º distrito congresional se encontraba ubicado en las coordenadas 41°14′18″N 80°48′52″O / 41.23833, -80.81444.

## Demografía
Según la Oficina del Censo de los Estados Unidos, en 2011 había 604 960 personas residiendo en el 17.º distrito congresional. De los 604 960 habitantes, el distrito estaba compuesto por 518 437 (85.7%) blancos; de esos, 507 703 (83.9%) eran blancos no latinos o hispanos. Además 74 712 (12.3%) eran afroamericanos o negros, 999 (0.2%) eran nativos de Alaska o amerindios, 6 668 (1.1%) eran asiáticos, 17 (0%) eran nativos de Hawái o isleños del Pacífico, 3 320 (0.5%) eran de otras razas y 11 541 (1.9%) pertenecían a dos o más razas. Del total de la población 15 466 (2.6%) eran hispanos o latinos de cualquier raza; 5 749 (1%) eran de ascendencia mexicana, 7 227 (1.2%) puertorriqueña y 89 (0%) cubana. Además del inglés, 816 (1.8%) personas mayor a cinco años de edad hablaban español perfectamente.
El número total de hogares en el distrito era de 245 336, y el 62.9% eran familias en la cual el 25.4 tenían menores de 18 años de edad viviendo con ellos. De todas las familias viviendo en el distrito, solamente el 44.1% eran matrimonios. Del total de hogares en el distrito, el 5.6 eran parejas que no estaban casadas, mientras que el 0.3% eran parejas del mismo sexo. El promedio de personas por hogar era de 2.39. 
En 2011 los ingresos medios por hogar en el distrito congresional eran de US$39 414, y los ingresos medios por familia eran de US$60 723. Los hogares que no formaban una familia tenían unos ingresos de US$90 129. El salario promedio de tiempo completo para los hombres era de US$41 248 frente a los US$31 514 para las mujeres. La renta per cápita para el distrito era de US$21 310. Alrededor del 14.5% de la población estaban por debajo del umbral de pobreza.